# Tyčinka (botanika)

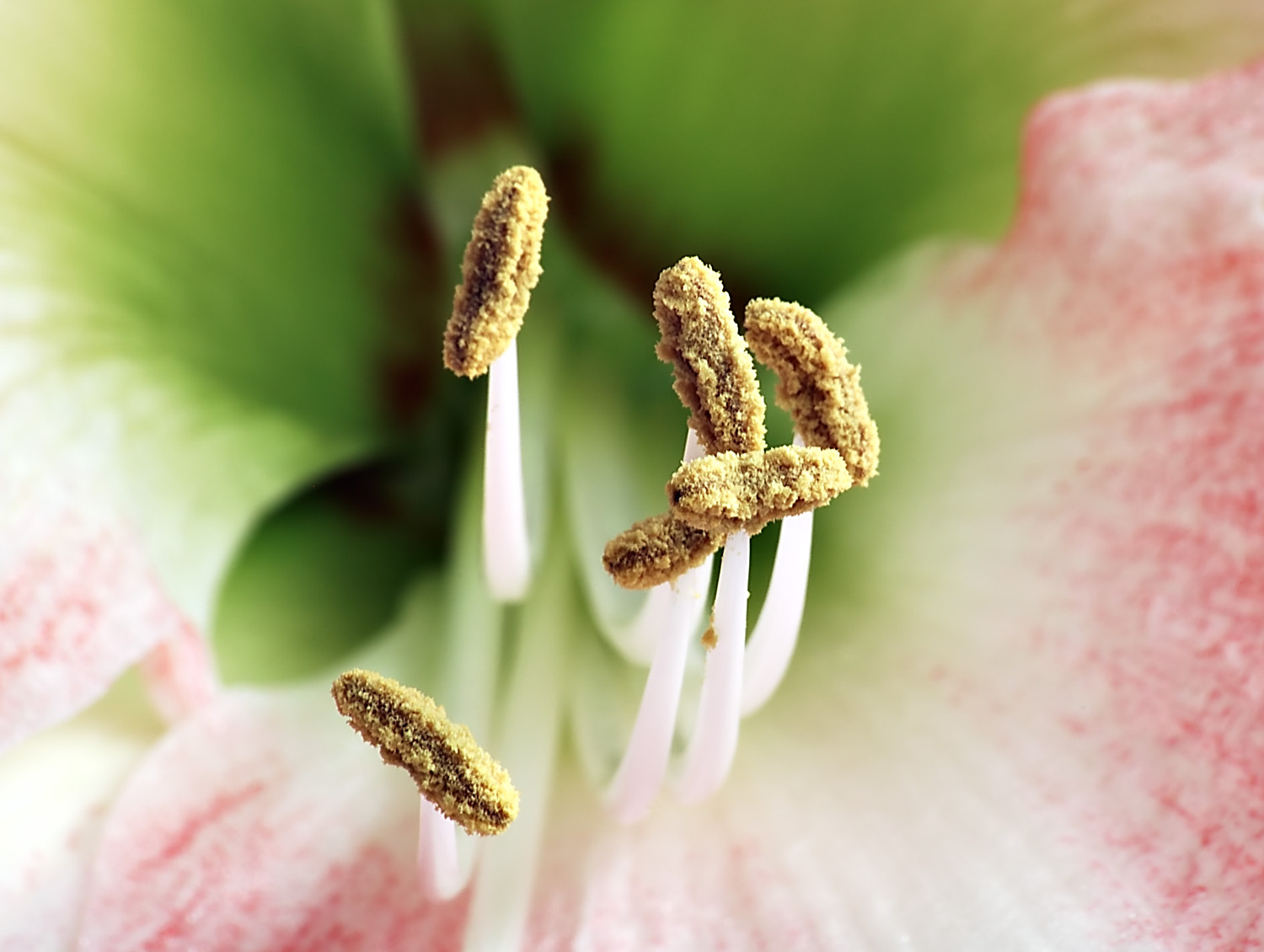
Tyčinky hvězdníku

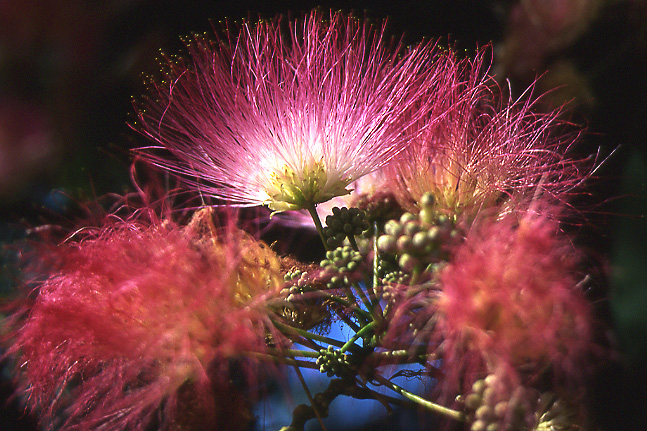
Shluk tyčinek albízie růžové (Albizia julibrissin)

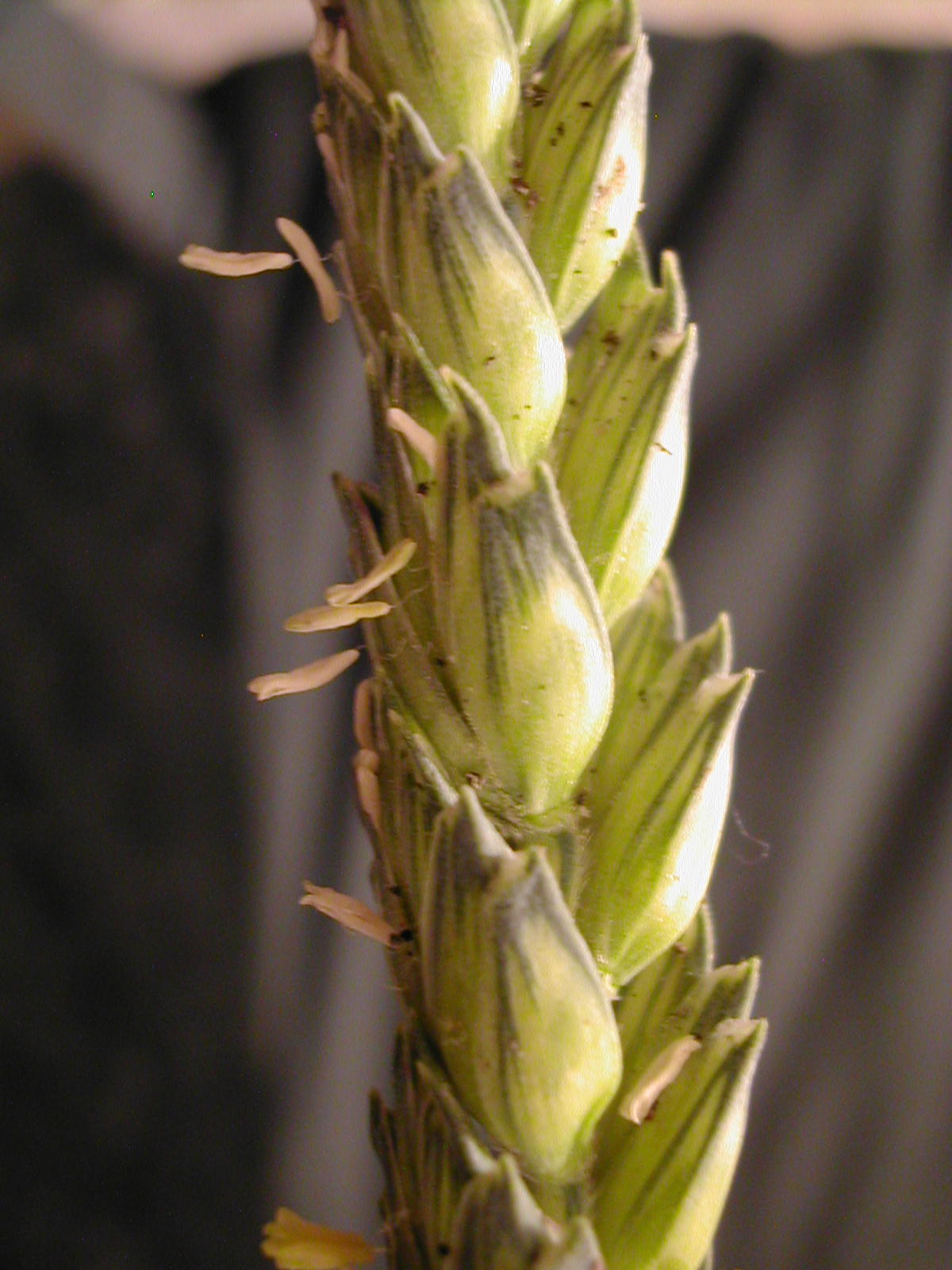
Tyčinky pšenice (Triticum)

Tyčinka (stamen) je samčí pohlavní orgán semenných rostlin, slouží k produkci pylu. Má dvě části – nitku (filamentum) a prašník (anthera). Někdy je za další část tyčinky považováno i spojidlo (konektiv), tj. tkáň, která je vlastně pokračování nitky a propojuje dva pylové váčky (theca) prašníku.

## Evoluce
Tyčinka vznikla původně z plochého listu, mikrosporofylu, který nesl na své spodní nebo svrchní straně dva páry výtrusnic. Listová část se přeměnila na nitku a na spojidlo mezi dvěma prašnými váčky, což jsou přeměněny čtyři samčí výtrusnice (mikrosporangium). Vývojem vždy dvě a dvě mikrosporangia tyčinek srostly a vytvořily prašný váček (mikrosynangium), prašník je složen ze dvou prašných váčků.
Tyčinky nejprimitivnějších rostlin, např. u rodů Degeneria a Drimys, jsou lupenité a ploché, teprve dalším vývojem se diferencovaly na nitku, spojidlo a prašník. Tyčinky jsou u většiny rostlin jednožilové (nilakunární), jen u nejprimitivnějších čeledí šácholanovitých (Magnoliaceae) a Degeneriaceae jsou trojžilové (trilakunární). Původním znakem je větší množství volných, nesrostlých tyčinek, dalším vývojem se jejich počet snížil a ustálil.

## Stavba
V zakládajícím se květu vznikají tyčinky na květním lůžku jako malé hrbolky, které se později rozdělí brázdou na dvě části, základy dvou prašných váčků prašníku. Spodní část hrbolku se průběžně prodlužuje a tak vzniká pod prašnými váčky nitka.
Nitka je zpravidla delší, než je délka prašníků, může být však i kratší a někdy dokonce může chybět. Pak se jedná o tzv. přisedlé prašníky. V tyčinkách (konkrétně v prašnících složených ze dvou prašných váčků) meiózou vzniká haploidní výtrus, zvaný pyl. Ten se následně může šířit různými způsoby (viz opylování). Po zachycení výtrusu na blizně klíčí pylová láčka (samčí gametofyt). Z proklu se uvolňují dvě spermatické buňky (samčí gamety).
Soubor tyčinek v květu se nazývá andreceum (androeceum), počet se v květním vzorci označuje "Ax". Původně byly tyčinky uspořádány do šroubovice, vývojem se prosadilo uspořádání do přeslenů, do kruhů, jednoho dvou a více. Jeden kruh-haplostemonie, tyčinky umístěny před korunními lístky jsou epipetální, před kališními lístky episepální. V cyklických květech bývají nejčastěji dva kruhy-diplostemonie, kdy tyčinky alternují s korunními nebo kališními lístky. Při třech kruzích se jedná o tristemonii, při více o polystemonii.
Tyčinky mohou svými nitkami nebo prašníky navzájem srůstat. Srůstem nitek vzniká tzv. bratrost, pokud srostou všechny dohromady a vytvoří trubku, je to jednobratrost např. čeleď slézovité. Dále bývají dvoubratré např. čeleď bobovité nebo mnohobratré, rod třezalka.
Podle počtu tyčinek s nestejnou délkou nitek mohou být tyčinky dvojmocné, dvě tyčinky jsou delší než dvě zbývající např. u hluchavkovitých, nebo čtyřmocné, čtyři tyčinky vyrůstající ve vnitřním kruhu jsou delší než dvě zbývající např. u brukvovitých. Někdy může dojít ke srůstu prašníků, tj. k souprašnosti, např. u hvězdnicovitých. U některých rostlin, např. u čeledi tykvovitých vzniká tzv. synandrium, útvar vzniklý srůstem nitek i prašníků.
V řídkých případech mohou být tyčinky rozštěpené nebo větvené, např. u břízovitých. Někdy dochází k petalizaci tyčinek, kdy se přemění na ploché, korunním lístkům podobné útvary, např. u plnokvětých forem rodů růže a pivoňka. Občas je tyčinka nefunkční, nevytváří pyl, vzniká tzv. patyčinka (staminodium). U oboupohlavných květů mnohdy patyčinky produkují nektar pro přilákání opylovačů.
Ve vnějším tvaru, v poměru a velikosti částí dosahují tyčinky nekonečnou rozmanitost. Představují vysoce proměnlivý stavební prvek květu a složku podstatně přispívající k charakteristickému tvaru a jeho estetickému vzezření.